# OCI
OCI (от англ. Oracle Call Interface – Интерфейс на извикванията на Оракъл) В програмирането OCI представлява множеството от приложно-програмни интерфейси на езика С, които предлагат интерфейс от ниско ниво към база от данни на Оракъл.